# Ali Búdzsszajm
Muhammad Ali Búdzsszajm (arabul: اعلي بوجسيم) (Dubaj, 1959. szeptember 9. –) egyesült arab emírségekbeli nemzetközi labdarúgó-játékvezető. Egyéb foglalkozása közalkalmazott.

## Pályafutása

### Nemzeti játékvezetés
Játékvezetésből Dubajban vizsgázott. Vizsgáját követően a Dubaji labdarúgó-szövetség által üzemeltetett labdarúgó bajnokságokban kezdte sportszolgálatát. Az Egyesült Arab Emírségekbeli Labdarúgó-szövetség Játékvezető Bizottságának (JB) minősítésével az 1. Liga játékvezetője. Küldési gyakorlat szerint rendszeres 4. bírói szolgálatot is végzett. A nemzeti játékvezetéstől 2004-ben visszavonult.

### Nemzetközi játékvezetés
Egyesült Arab Emírségekbeli labdarúgó-szövetség (JB) terjesztette fel nemzetközi játékvezetőnek, a Nemzetközi Labdarúgó-szövetség (FIFA) 1990-től tartotta nyilván bírói keretében. A FIFA JB központi nyelvei közül az angolt beszéli. Több nemzetek közötti válogatott és klubmérkőzést vezetett, vagy működő társának 4. bíróként segített. Nemzetközi foglalkoztatására jellemző, hogy szinte minden földrész Játékvezető Bizottsága felkérte bírói tevékenységre. A nemzetközi játékvezetéstől 2004-ben a FIFA JB 45 éves korhatárát elérve búcsúzott.

#### Labdarúgó-világbajnokság
Az U20-as, az 1991-es ifjúsági labdarúgó-világbajnokságona FIFA JB bíróként foglalkoztatta.
| Időpont          | Helyszín             | Mérkőzés típusa              | Mérkőzés                | Eredmény | Nézők száma |
| ---------------- | -------------------- | ---------------------------- | ----------------------- | -------- | ----------- |
| 1991. június 20. | Antas Stadion, Porto | csoportmérkőzés (B. csoport) | Elefántcsontpart–Mexikó | 1 – 1    | 4 000       |

---
Az 1990-es labdarúgó-világbajnokságon, az 1994-es labdarúgó-világbajnokságon, az 1998-as labdarúgó-világbajnokságon, illetve a 2002-es labdarúgó-világbajnokságon a FIFA JB bíróként alkalmazta. Selejtező mérkőzéseket az AFC, az UEFA, a CONMEBOL, és a CAF zónákban irányított. Rájátszásban a COMNEBOL/OFC zónadöntőt vezette. 2002-ben a FIFA JB a kontinentális szervezetek közötti működési különbségek csökkentésére megbízta a nyitómérkőzés koordinálásával. A világbajnokságok történetében még sohasem fordult elő, hogy ázsiai játékvezető dirigálta volna a nyitó mérkőzést. Világbajnokságon vezetett mérkőzéseinek száma: 7. Rajta kívül 7 mérkőzést – 3 világbajnoki részvétellel – csak három játékvezető: John Langenus (1930-1938), Mervyn Griffiths (1950-1958), Juan Gardeazabal (1958-1966) teljesített.

##### 1990-es labdarúgó-világbajnokság
| Időpont           | Helyszín                   | Mérkőzés típusa       | Mérkőzés           | Eredmény | Nézők száma |
| ----------------- | -------------------------- | --------------------- | ------------------ | -------- | ----------- |
| 1989. január 27.  | Központi Stadion, Bagdad   | AFC zóna (1. csoport) | Irak–Omán          | 3 – 1    |             |
| 1989. március 25. | Városi Stadion, Latakia    | AFC zóna (2. csoport) | Szíria–Észak-Jemen | 1 – 0    |             |
| 1989. június 7.   | Nemzeti Stadion, Szingapúr | AFC zóna (4. csoport) | Nepál–Malajzia     | 0 – 3    | 7 000       |

##### 1994-es labdarúgó-világbajnokság

###### Selejtező mérkőzés
| Időpont           | Helyszín                 | Mérkőzés típusa           | Mérkőzés                             | Eredmény |
| ----------------- | ------------------------ | ------------------------- | ------------------------------------ | -------- |
| 1992. október 28. | Központi Stadion, Ankara | előselejtező (2. csoport) | Törökország–San Marino               | 4 – 1    |
| 1993. június 12.  | Városi Stadion, Csengtu  | AFC zóna (A. csoport)     | Jemeni labdarúgó-válogatott–Jordánia | 1 – 1    |
| 1993. június 20.  | Városi Stadion, Chengdu  | AFC zóna (A. csoport)     | Kína–Iraki labdarúgó-válogatott      | 2 – 1    |

###### Világbajnoki mérkőzés
| Időpont          | Helyszín                       | Mérkőzés típusa              | Mérkőzés                               | Eredmény | Nézők száma |
| ---------------- | ------------------------------ | ---------------------------- | -------------------------------------- | -------- | ----------- |
| 1994. június 26. | Soldier Field Stadion, Chicago | csoportmérkőzés (D. csoport) | Görögország–Bulgária                   | 4 – 0    | 63 160      |
| 1994. július 16. | Rose Bowl Stadion, Pasadena    | bronzmérkőzés                | Svédország–Bolgár labdarúgó-válogatott | 4 – 0    | 91 500      |

##### 1998-as labdarúgó-világbajnokság

###### Selejtező mérkőzés
| Időpont              | Helyszín                         | Mérkőzés típusa            | Mérkőzés                             | Eredmény | Nézők száma |
| -------------------- | -------------------------------- | -------------------------- | ------------------------------------ | -------- | ----------- |
| 1997. január 12.     | Központi Stadion, Kuvaitváros    | CAF zóna (5. csoport)      | Ghána–Marokkó                        | 2 – 2    | 45 000      |
| 1997. május 8.       | Központi Stadion, Kuvaitváros    | AFC zóna (7. csoport)      | Kuvaiti labdarúgó-válogatott–Libanon | 2 – 0    | 12 000      |
| 1997. szeptember 14. | Fahd király Stadion, Kuvaitváros | AFC zónadöntő (A. csoport) | Szaúd-Arábia–Kuvait                  | 2 – 1    | 21 500      |
| 1997. november 9.    | Azteca Stadion, Mexikóváros      | CONCACAF zónadöntő         | Mexikó–Costa Rica                    | 3 – 3    | 60 000      |

###### Világbajnoki mérkőzés
| Időpont          | Helyszín                                  | Mérkőzés típusa              | Mérkőzés                             | Eredmény | Nézők száma |
| ---------------- | ----------------------------------------- | ---------------------------- | ------------------------------------ | -------- | ----------- |
| 1998. június 23. | Geoffroy-Guichard, Stadion, Saint-Étienne | csoportmérkőzés (A. csoport) | Skócia–Marokkói labdarúgó-válogatott | 0 – 3    | 30 600      |
| 1998. június 28. | Félix Bollaert Stadion, Lens              | egyik nyolcaddöntő           | Franciaország–Paraguay               | 1 – 0    | 38 100      |
| 1998. július 7.  | Vélodrome Stadion, Marseille              | egyik elődöntő               | Brazília–Hollandia                   | 1 – 1    | 54 000      |

##### 2002-es labdarúgó-világbajnokság

###### Selejtező mérkőzés
| Időpont              | Helyszín                           | Mérkőzés típusa        | Mérkőzés                                   | Eredmény | Nézők száma |
| -------------------- | ---------------------------------- | ---------------------- | ------------------------------------------ | -------- | ----------- |
| 2001. február 28.    | Ricardo Saprissa Stadion, San José | CONCACAF zónadöntő     | Costa Rica-i labdarúgó-válogatott–Honduras | 2 – 2    | 20 000      |
| 2001. június 20.     | Városi Stadion, Foxborough         | CONCACAF zónadöntő     | Egyesült Államok–Trinidad és Tobago        | 2 – 0    | 31 211      |
| 2001. szeptember 1.  | Rajamangala Stadion, Bangkok       | AFC zóna (1. csoport)  | Thaiföld–Irán                              | 0 – 0    | 30 000      |
| 2001. szeptember 21. | Nemzeti Stadion, Manáma            | AFC zóna (1. csoport)  | Bahrein–Szaúd-arábiai labdarúgó-válogatott | 0 – 4    | 35 000      |
| 2001. november 25.   | Centenario Stadion, Montevideo     | CONMEBOL/OFC rájátszás | Uruguay–Ausztrália                         | 3 – 0    | 62 000      |

###### Világbajnoki mérkőzés
| Időpont          | Helyszín                    | Mérkőzés típusa              | Mérkőzés                              | Eredmény | Nézők száma |
| ---------------- | --------------------------- | ---------------------------- | ------------------------------------- | -------- | ----------- |
| 2002. május 31.  | Világbajnoki Stadion, Szöul | csoportmérkőzés (A. csoport) | Francia labdarúgó-válogatott–Szenegál | 0 – 1    | 62 561      |
| 2002. június 12. | Városi Stadion, Mijagi      | csoportmérkőzés (F. csoport) | Svédország–Argentína                  | 1 – 1    | 45 777      |

#### Afrikai nemzetek kupája
Négy alkalommal, az 1994-es afrikai nemzetek kupája, az 1996-os afrikai nemzetek kupája, a 2000-es afrikai nemzetek kupája, valamint a 2004-es afrikai nemzetek kupája labdarúgó tornán az Afrikai Labdarúgó-szövetség (CAF) JB bíróként foglalkoztatta.

##### 1994-es afrikai nemzetek kupája
| Időpont           | Helyszín                  | Mérkőzés típusa              | Mérkőzés                 | Eredmény | Nézők száma |
| ----------------- | ------------------------- | ---------------------------- | ------------------------ | -------- | ----------- |
| 1994. március 28. | El Menzah Stadion, Tunisz | csoportmérkőzés (A. csoport) | Mali–Kongói DK           | 0 – 1    | 8 000       |
| 1994. március 31. | El Menzah Stadion, Tunisz | csoportmérkőzés (D. csoport) | Ghána–Szenegál           | 1 – 0    | 6 000       |
| 1994. április 3.  | Olimpiai Stadion, Szúsza  | egyik negyeddöntő            | Ghána–Elefántcsontpart   | 1 – 2    | 8 000       |
| 1994. április 6.  | El Menzah Stadion, Tunisz | egyik elődöntő               | Nigéria–Elefántcsontpart | 2 – 2    | 2 000       |

##### 1996-os afrikai nemzetek kupája
| Időpont          | Helyszín                         | Mérkőzés típusa              | Mérkőzés           | Eredmény | Nézők száma |
| ---------------- | -------------------------------- | ---------------------------- | ------------------ | -------- | ----------- |
| 1996. január 14. | Free State Stadion, Bloemfontein | csoportmérkőzés (B. csoport) | Zambia–Algéria     | 0 – 0    | 9 000       |
| 1996. január 25. | Free State Stadion, Bloemfontein | csoportmérkőzés (D. csoport) | Ghána–Mozambik     | 2 – 0    | 3 500       |
| 1996. január 27. | FNB Stadion, Johannesburg        | egyik negyeddöntő            | Dél-Afrika–Algéria | 2 – 1    | 30 000      |

##### 2000-es afrikai nemzetek kupája
| Időpont           | Helyszín                  | Mérkőzés típusa              | Mérkőzés        | Eredmény | Nézők száma |
| ----------------- | ------------------------- | ---------------------------- | --------------- | -------- | ----------- |
| 2000. január 22.  | Városi Stadion, Accra     | csoportmérkőzés (A. csoport) | Ghána–Kamerun   | 1 – 1    | 45 000      |
| 2000. február 3.  | Sani Abacha Stadion, Kano | csoportmérkőzés (D. csoport) | Tunézia–Kongó   | 1 – 0    | 12 000      |
| 2000. február 10. | Városi Stadion, Accra     | egyik elődöntő               | Kamerun–Tunézia | 3 – 0    | 6 000       |

##### 2004-es afrikai nemzetek kupája
| Időpont          | Helyszín                               | Mérkőzés típusa              | Mérkőzés                                                       | Eredmény | Nézők száma |
| ---------------- | -------------------------------------- | ---------------------------- | -------------------------------------------------------------- | -------- | ----------- |
| 2004. január 31. | Musztafa Ben Zsanet Stadion, Monasztir | csoportmérkőzés (D. csoport) | Nigériai labdarúgó-válogatott–Dél-afrikai labdarúgó-válogatott | 4 – 0    | 15 000      |
| 2004. február 3. | Musztafa Ben Zsanet Stadion, Monasztir | csoportmérkőzés (C. csoport) | Kameruni labdarúgó-válogatott–Egyiptom                         | 0 – 0    | 20 000      |
| 2004. február 7. | November 7. Stadion, Radès             | egyik negyeddöntő            | Tunéziai labdarúgó-válogatott–Szenegáli labdarúgó-válogatott   | 1 – 0    | 57 000      |

#### Ázsia-kupa
Az 1992-es Ázsia-kupa, az 1996-os Ázsia-kupa, valamint a 2000-es Ázsia-kupa labdarúgó tornán az AFC JB játékvezetőként foglalkoztatta.

##### 1992-es Ázsia-kupa

###### Selejtező mérkőzés
| Időpont         | Helyszín               | Mérkőzés típusa           | Mérkőzés                           | Eredmény |
| --------------- | ---------------------- | ------------------------- | ---------------------------------- | -------- |
| 1992. május 29. | Központi Stadion, Doha | előselejtező (1. csoport) | Katar–Szíriai labdarúgó-válogatott | 4 – 2    |

###### Ázsia-kupa mérkőzés
| Időpont           | Helyszín                           | Mérkőzés típusa              | Mérkőzés                                                          | Eredmény | Nézők száma |
| ----------------- | ---------------------------------- | ---------------------------- | ----------------------------------------------------------------- | -------- | ----------- |
| 1992. november 2. | Bingo Sport Park Stadion, Onomichi | csoportmérkőzés (B. csoport) | Szaúd-arábiai labdarúgó-válogatott–Thaiföldi labdarúgó-válogatott | 4 – 0    | 4 000       |

##### 1996-os Ázsia-kupa
| Időpont            | Helyszín                            | Mérkőzés típusa              | Mérkőzés                                                      | Eredmény | Nézők száma |
| ------------------ | ----------------------------------- | ---------------------------- | ------------------------------------------------------------- | -------- | ----------- |
| 1996. december 8.  | Ál Maktúm Stadion, Dubaj            | csoportmérkőzés (B. csoport) | Szaúd-arábiai labdarúgó-válogatott–Iraki labdarúgó-válogatott | 1 – 0    | 12 000      |
| 1996. december 12. | Tahnún bin Mohammed Stadion, al-Ajn | csoportmérkőzés (C. csoport) | Üzbegisztán–Szíriai labdarúgó-válogatott                      | 1 – 2    | 2 000       |

##### 2000-es Ázsia-kupa
| Időpont           | Helyszín                             | Mérkőzés típusa              | Mérkőzés                                                      | Eredmény | Nézők száma |
| ----------------- | ------------------------------------ | ---------------------------- | ------------------------------------------------------------- | -------- | ----------- |
| 2000. október 14. | Nemzetközi Stadion, Szidón           | csoportmérkőzés (C. csoport) | Szaúd-arábiai labdarúgó-válogatott–Japán                      | 1 – 4    | 5 000       |
| 2000. október 23. | Nemzetközi Olimpiai Stadion, Tripoli | egyik negyeddöntő            | Iráni labdarúgó-válogatott–Dél-Korea                          | 1 – 2    | 5 000       |
| 2000. október 29. | Sportvárosi Stadion, Bejrút          | döntő                        | Japán labdarúgó-válogatott–Szaúd-arábiai labdarúgó-válogatott | 1 – 0    | 48 000      |

#### CONCACAF-aranykupa
Az 1998-as CONCACAF-aranykupa labdarúgó tornán a CONCACAF JB vendégbíróként foglalkoztatta.

##### 1998-as CONCACAF-aranykupa
| Időpont           | Helyszín                               | Mérkőzés típusa              | Mérkőzés                                                  | Eredmény | Nézők száma |
| ----------------- | -------------------------------------- | ---------------------------- | --------------------------------------------------------- | -------- | ----------- |
| 1998. február 1.  | Memorial Coliseum Stadion, Los Angeles | csoportmérkőzés (A. csoport) | El Salvador–Guatemala                                     | 0 – 0    | 26 391      |
| 1998. február 10. | Memorial Coliseum, Los Angeles         | egyik elődöntő               | Amerikai labdarúgó-válogatott–Brazil labdarúgó-válogatott | 1 – 0    | 12 298      |
| 1998. február 15. | Memorial Coliseum, Los Angeles         | bronztalálkozó               | Brazil labdarúgó-válogatott–Jamaica                       | 1 – 0    | 91 255      |

#### Olimpiai játékok
Az 1992. évi nyári olimpiai játékok labdarúgó tornáján a FIFA JB bírói szolgálatra alkalmazta. Ez volt az első labdarúgó-torna, ahol ténylegesen külön tevékenykedtek a játékvezetők és a segítő partbírók.

##### 1992. évi nyári olimpiai játékok
| Időpont            | Helyszín                         | Mérkőzés típusa              | Mérkőzés          | Eredmény | Nézők száma |
| ------------------ | -------------------------------- | ---------------------------- | ----------------- | -------- | ----------- |
| 1992. július 26.   | Nova Creu Alta Stadion, Sabadell | csoportmérkőzés (D. csoport) | Ghána–Ausztrália  | 3 – 1    | 4 000       |
| 1992. július 29.   | Nova Creu Alta Stadion, Sabadell | csoportmérkőzés (B. csoport) | Kolumbia–Egyiptom | 3 – 4    | 4 500       |
| 1992. augusztus 2. | La Romareda Stadion, Zaragoza    | egyik negyeddöntő            | Paraguay–Ghána    | 2 – 4    | 10 000      |

#### Konföderációs kupa
Az 1995-ös konföderációs kupán, valamint a 2001-es konföderációs kupán a FIFA JB hivatalnokként foglalkoztatta.

##### 1995-ös konföderációs kupa
| Időpont          | Helyszín                      | Mérkőzés típusa              | Mérkőzés                                                    | Eredmény | Nézők száma |
| ---------------- | ----------------------------- | ---------------------------- | ----------------------------------------------------------- | -------- | ----------- |
| 1995. január 10. | I. Fahd király Stadion, Rijád | csoportmérkőzés (B. csoport) | Nigériai labdarúgó-válogatott–Argentin labdarúgó-válogatott | 0 – 0    | 20 000      |
| 1995. január 13. | I. Fahd király Stadion, Rijád | döntő                        | Dánia–Argentin labdarúgó-válogatott                         | 2 – 0    | 35 000      |

##### 2001-es konföderációs kupa
| Időpont          | Helyszín                     | Mérkőzés típusa              | Mérkőzés                                                  | Eredmény | Nézők száma |
| ---------------- | ---------------------------- | ---------------------------- | --------------------------------------------------------- | -------- | ----------- |
| 2001. június 3.  | Munsu Cup Stadion, Ulszan    | csoportmérkőzés (A. csoport) | Francia labdarúgó-válogatott–Mexikói labdarúgó-válogatott | 4 – 0    | 28 864      |
| 2001. június 10. | Nemzetközi Stadion, Jokohama | döntő                        | Japán labdarúgó-válogatott–Francia labdarúgó-válogatott   | 0 – 1    | 65 533      |

## Szakmai sikerek
- Az AFC JB 1994-ben első alkalommal adták át az Év Játékvezetője elismerő címet.
- Az IFFHS (International Federation of Football History & Statistics) 2008-ban tartott nemzetközi szavazásán minden idők 48. legjobb bírójának rangsorolta, holtversenyben Benito Archundia, Bruno Galler, Gérard Biguet, José Torres Cadena, Kurt Röthlisberger és Marc Batta társaságában.
- Az IFFHS 1987–2011 évadokról tartott nemzetközi szavazásán 151 játékvezető besorolásával minden idők 60. legjobb bírójának rangsorolta.